# Heksenheuvel

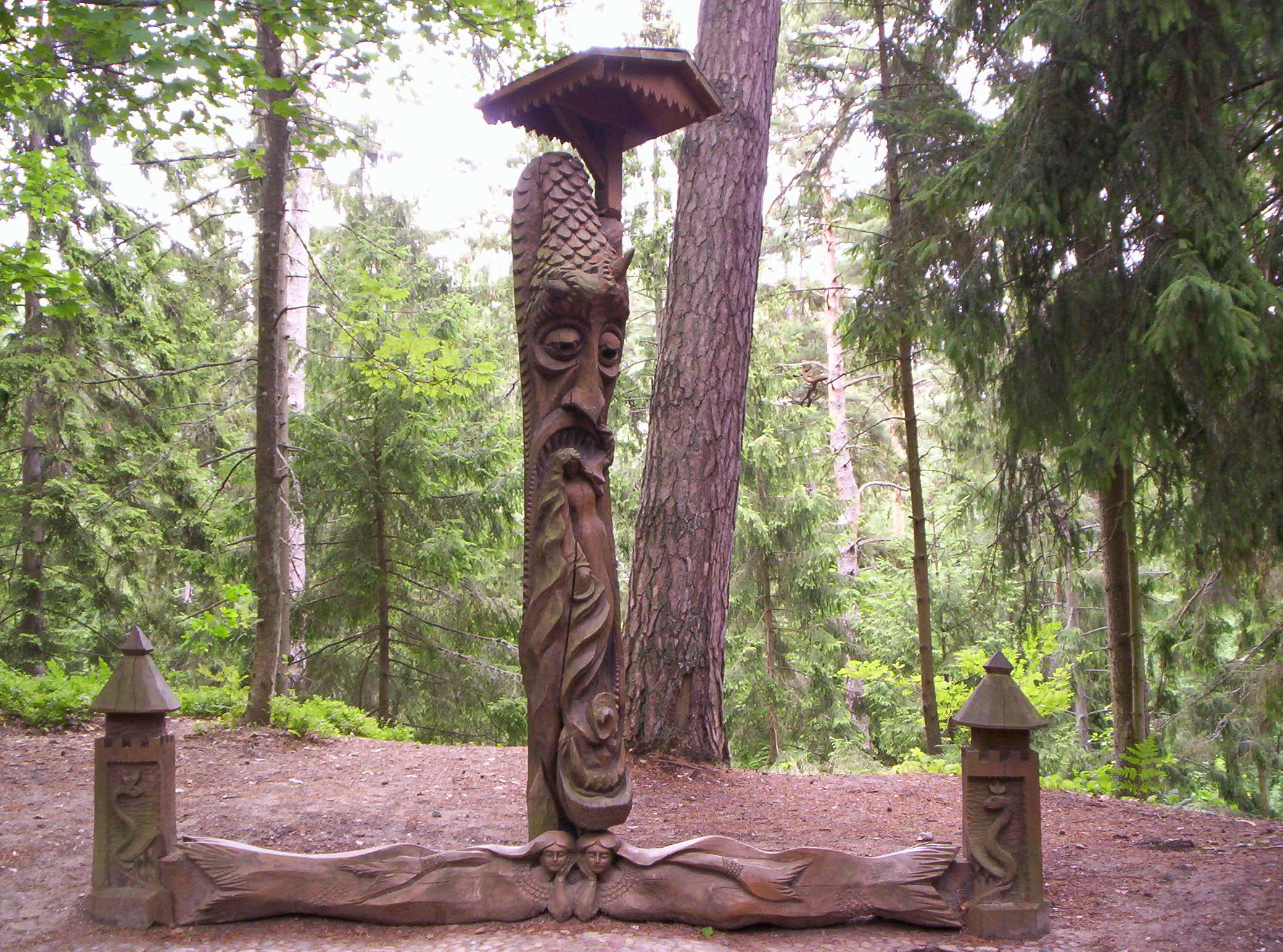
Een van de sculpturen van de Heksenheuvel

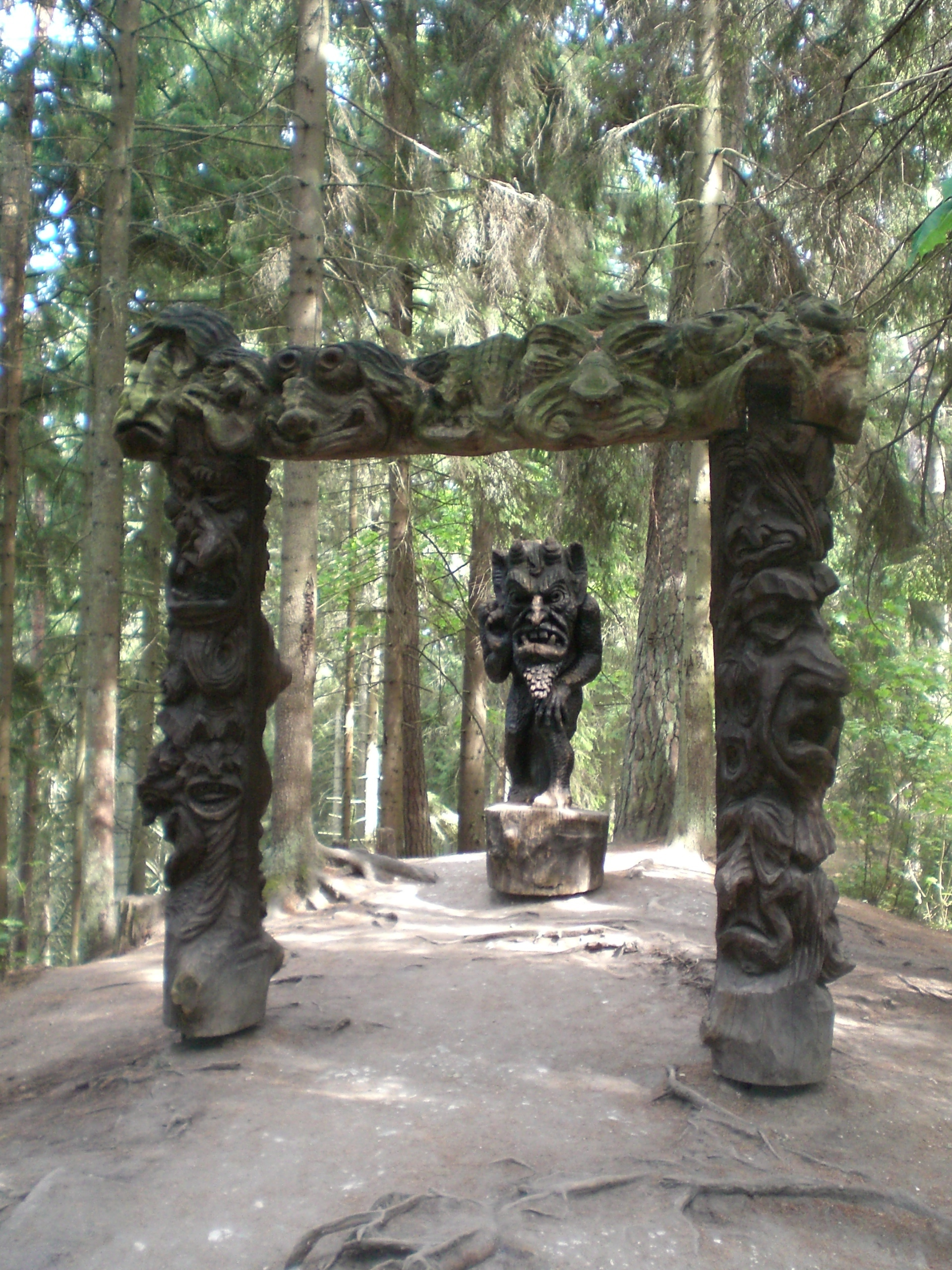
Houten sculptuur

De Heksenheuvel (Litouws: Raganų kalnas) is een toeristische attractie in het Litouwse dorpje Juodkrantė.
De Heksenheuvel is een met bos begroeide heuvel, waarbij langs een pad dat naar de top leidt meer dan 70 unieke houtsnijwerken staan. Het project startte in 1979. De naam van de Heksenheuvel is verbonden aan een oude, Litouwse legende. Hier is verder weinig over bekend, maar de toeristenstalletjes verkopen vele heksenpoppetjes. Er werden in het verleden feesten gevierd op de heuvel tijdens midzomer.
Veel van de houtsnijwerken beelden een Litouwse volkslegende of sage uit. Van alle beelden is één ervan het bekendste, deze gaat over een vrouw en een slang.
Lang geleden leefde hier er een jonge vrouw met haar twee broers. Ze was gelukkig, maar had behoefte aan liefde. Op een dag, toen ze langs de zee liep, kwam er een slang uit het water. Hij zei tot haar: 'Kom met mij mee naar de bodem van het meer, meisje, ik zal je kinderen schenken en je gelukkig maken.' Blij verrast stemde de vrouw in met het voorstel van de slang en vertrok naar de bodem van de zee. Ze werd heel gelukkig met de slang. Hij schonk haar drie kinderen, twee jongens en een meisje.
Na een lange tijd begon de vrouw heimwee te krijgen naar de oppervlakte. De slang zei haar dat ze aan niemand mocht vertellen hoe hij heette, omdat hij altijd moest komen als iemand zijn naam uitsprak. De vrouw onthield dit goed en vertelde het ook aan haar kinderen, die ze mee zou nemen. Gezamenlijk vertrokken de vrouw en haar kinderen naar de oppervlakte, de slang bleef alleen achter. Daar aangekomen stelde ze haar kinderen voor aan haar broers. 'Hoe heet je echtgenoot?' vroeg een van de broers. Ze antwoordde niet.
De broers vroegen het ook aan de kinderen. De twee jongens zwegen, maar het kleine meisje gaf gewillig antwoord. Die nacht gingen de broers in een bootje de zee op en riepen de naam van de slang. Toen de slang boven kwam, doodden zij hem. Toen zijn vrouw dit vernam was ze zo verdrietig dat ze haar kinderen in bomen veranderde: ze veranderde ze in een es, een eik en een appelboom. Ze veranderde zichzelf in een dennenboom. En dat is de reden dat, tot op de dag van vandaag, er veel bomen staan in Juodkrantė.
De houtsnijkunst en symboliek uit Litouwen en Letland werd in 2001 op de Lijst van Meesterwerken van het Orale en Immateriële Erfgoed van de Mensheid geplaatst.